# 路 (小說)
《長路》（英語：The Road）是美国作家科马克·麦卡锡2006年的一部长篇小说。这是一个末日後的故事，讲述一个父亲和他的小儿子耗时数月的一段旅程。这之前，一场未知的灾难已经摧毁了大部分文明，几乎所有生命也都凋零殆尽。这部小说获得2007年普利策小说奖，以及2006年的詹姆斯·泰特·布莱克小说纪念奖。2009年，该书被改编为电影《末路浩劫》。

## 情节
一位不知姓名的父亲和他的儿子，在世界末日后踏上了求生之路。土地充满了火山灰和缺乏生命的动物和植物。许多人类幸存者自相残杀，以获得食物。男孩的母亲在灾难发生後自杀。父亲只得与男孩孤独的踏上了向南朝向大海的道路，只带着他们的背包。男子咳血时，意识到自己快死了，但仍然挣扎着保护他的儿子免受威胁。
他们有一支左轮手枪。父親曾教男孩在被食人的幫伙抓住時用枪自殺。在他们的艰苦途上，父亲用一颗子弹杀了一个襲擊者，为躲避他的同伴，他们不得不放弃大部分物资。男子在隐蔽的地下掩体中发现了食物、新衣服、用品等，但只待了几天。在这些障碍面前，男子一再宽慰男孩，他们是“好人”。虽然男人和男孩最终到达大海，但他们的情况没有改善。男人在走過一座小鎮時中了箭，他的健康不斷惡化，最後死去。臨終前，父亲告诉儿子可以在他死后继续通过祈祷与他说话。
到了第三天，悲痛的男孩遇到了一位一直跟踪两人的男子。这名男子带着一个女人和两个孩子，说服男孩相信自己是“好人”之一，并将男孩置于自己的保护之下。

## 创作历程
在接受奥普拉·温弗里采访时，麦卡锡说，书的灵感是2003年访问得克萨斯州埃尔帕索时想到的，当时他带着小儿子去那儿旅行。他想象这个城市在50到100年后的可能的样子，心中出现了“山上的火”，并想到了他的儿子。他记了一些初步的笔记，但没有继续发展，直到几年后在爱尔兰时才重拾当初的构思。他很快完成了小说，并把它献给儿子约翰·弗朗西斯·麦卡锡。在采访中，麦卡锡坚持他的儿子约翰·弗朗西斯，是小说的共同作者，他透露说小说中的父亲和儿子之间的对话是根据自己和儿子之间的实际对话写成的。这部小说献给了他的儿子；在某种程度上，它是为儿子所写的一个爱的故事，不过麦卡锡觉得在电视上承认这点很尴尬。
在接受《华尔街日报》记者约翰·尤尔根森采访时，麦卡锡谈到他和兄弟将进行一场谈话，讨论末日后的不同场景。这些场景涉及幸存者的自相残杀，“当一切都已逝去，唯一剩下来能吃的便是对方。”

## 反响
《路》发表以来已收到许多积极的评价。批评者认为它“令人心碎”、“难以忘怀”、“情感上令人惊愕”。《村庄之声》称它为“麦卡锡的最纯净的寓言。”在《纽约书评》的文章中，作者迈克尔·沙邦预告了这部小说。沙邦讨论了小说与已确立的流派的关系，坚持认为《路》不是科幻小说；虽然“这个历险故事同时具有现代和史诗的形式……不论是在结构上还是叙事上”，但“一部抒情的恐怖史诗，是对《路》最好的理解。”《娱乐周刊》在2008年6月将《路》列为过去25年中虚构及非虚构文学中的最佳书籍，并认为“凭借简洁的行文，麦卡锡2006年推出的这部世界末日史诗达到了既悲惨、又令人心碎的效果。”
2007年3月28日，奥普拉的读书节目公布将选择《路》作为讨论话题。奥普拉于2007年6月5日采访了麦卡锡，这是他第一次接受电视采访，虽然他以前也接受过平面媒体采访。麦卡锡在电视上的露面让他的追随者很吃惊。安吉洛州立大学的英语教授约翰·韦格纳——麦卡锡小说的一个编辑说，这个消息让他大跌眼镜。
2006年，麦卡锡被授予詹姆斯·泰特·布莱克小说纪念奖并入围国家书评奖最终名单。2007年4月16日，这部小说获得了普利策小说奖。2012年，它入围了詹姆斯·泰特·布莱克最佳获奖作品短名单。